# Kleopatra I
Kleopatra I Syra (grekiska: Κλεοπάτρα Σύρα), född omkring 204 f.Kr., död 176 f.Kr., var drottning i ptolemaiska dynastin i Egypten från 193 f.Kr. till sin död. Hon var ensam regent från 180 f.Kr..

## Biografi
Kleopatra I var dotter till de seleukidiska kungaparet kung Antiochos III och drottning Laodice III. 
Hon vigdes med Egyptens kung Ptolemaios V år 193 f.Kr. 
Äktenskapet arrangerades som en del av fredsförhandlingarna mellan det ptolemaiska och det seleukidiska riket. År 197 f.Kr. hade Antiochos III erövrat landområden i Mindre Asien som tillhörde Egypten.

### Giftermål
Då fredsförhandlingarna inleddes 196, företräddes Egypten av Rom. Antiochos III föreslog då att Kleopatra skulle gifta sig med Ptolemaios. Förslaget accepterades, och paret trolovades 195. 
Bröllopet firades två år senare i staden Rafia i Gaza, när Kleopatra var tio år gammal och Ptolemaios 16 år. Senare skulle Ptoleméerna kräva tillbaka området Celesyrien, som Antiochos III hade erövrat från Egypten, med hänvisning till att det hade utgjort Kleopatras hemgift. Det är okänt om detta var sant eller inte.

### Drottning
I Alexandria i Egypten kallades Kleopatra för syriskan, och tycks ha varit personligen populär.
Hon hyllades som drottning och mottog titeln adelphe (syster) till Ptolemaios och blev liksom han hyllad som gud under titeln Theoi Epiphaneis. 
Hon utnämndes 187 f.Kr. till vesir, och 185 f.Kr. överförde en prästsynod i Memfis officiellt alla de titlar som elva år tidigare givits Ptolemaios även till henne. 
Det finns ingen information om hennes potentiella politiska handlingar under hennes makes levnad. Hon nämndes i titulaturen och även i de dokumenterade akterna, som till exempel då paret sände en ambassad till Rom, inte bara som hans hustru eller drottning utan också som en monark: "Ptolemaios och Kleopatra, Egyptens monarker".

### Ensam regent
Kleopatra fick två söner och en dotter: Ptolemaios VI, Kleopatra II och Ptolemaios VIII. Vid hennes makes död år 180 f.Kr. blev Kleopatra I ensam regent i Egypten under sin sexårige son Ptolemaios VI:s minderårighet. Hon var den första kvinnan i den ptolemaiska dynastin som regerat Egypten ensam, utan någon manlig medregent. 
Hon nämns med titeln Thea Epiphanes. Tillsammans kallades hon och hennes son för: "The Pharaohs Cleopatra the mother, the manifest goddess, and Ptolemy son of Ptolemy, the manifest god", vilket tydligt rankade henne som första auktoritet före sonen, och hennes namn stod före hennes sons i dokument, inskrifter, på papyrusrullar och på mynt, och i supplikanters ansökningar.
Kort före sin död hade hennes make förberett ett krig mot hennes födelseland, det seleukidiska riket, för att återta provinsen Coele Syria, men då hon blev ensam regent avbröt hon genast krigsplanerna och inställde förberedelserna. 
Hennes regeringstid såg i själva verket inte mycket aktivitet i utrikespolitiken. Kleopatra fokuserade på inrikespolitiken, då Egypten vid denna tid befann sig i en instabil situation. Ett uppror hade nedslagits i Nildeltat först 184/183, och riket led av ekonomisk och politisk instabilitet; hennes lugna regeringstid uppskattas därför ha varit nödvändigt och effektiv för riket.
Hon avled någon gång mellan april och juli 176. En kult upprättades till hennes ära med eget prästerskap: till en början tillsammans med kulten av hennes son, men från år 165 eget prästerskap. 

## Barn
1. Ptolemaios VI
2. Kleopatra II
3. Ptolemaios VIII